# 临西镇
临西镇，是中华人民共和国河北省邢台市临西县下辖的一个乡镇级行政单位。

## 行政区划
临西镇下辖以下地区：
玉兰路社区、榆阳街社区、运河路社区、泰山路社区、西马鸣堂村、东马鸣堂村、庄科村、周楼村、东倪庄村、陈林村、史洼村、林沟村、陈庄村、后堤口村、王路寨村、高村、仓上村、郭村、潘村、童村、前堤口村和龙旺村。